# Prioneris thestylis
Prioneris thestylis is een vlinder uit de familie van de witjes (Pieridae), onderfamilie Pierinae.

Spotted Sawtooth found in Jayanti river bed, Buxa Tiger Reserve, West Bengal, India.

De wetenschappelijke naam van de soort werd in 1842 gepubliceerd door Edward Doubleday.